# Dyssochroma longipes
Dyssochroma longipes är en potatisväxtart som först beskrevs av Otto Sendtner, och fick sitt nu gällande namn av John Miers. Dyssochroma longipes ingår i släktet Dyssochroma och familjen potatisväxter. Inga underarter finns listade i Catalogue of Life.